# Cordevole
Der Cordevole (ladinisch: Cordoul) ist ein Fluss in den Dolomiten in Norditalien. Mit einer Länge von 70 Kilometern und einem Einzugsgebiet von rund 868 km² ist er der wichtigste rechte Nebenfluss des Piave.

## Verlauf
Der Cordevole entspringt nahe dem Pordoijoch an der Nordflanke des Padonkamms und durchfließt die Provinz Belluno im Norden der Region Venetien. Sein Oberlauf bildet das Dolomitental Fodom. Bei Caprile kommen die Gewässer des vom Marmolatagletscher gespeisten Wildbaches Pettorina hinzu. Der Flusslauf führt auf den ersten Kilometern nach Osten und dann weitestgehend in Richtung Süden. Beim Ort Alleghe speist der Fluss den durch einen Erdrutsch im Jahr 1771 entstandenen Lago d’Alleghe. Nachdem er das Valle Agordina durchflossen hat, mündet der Cordevole in der Gemeinde Sedico südwestlich von Belluno in den Piave.

## Orte am Cordevole
- Arabba
- Alleghe
- Agordo